# Itchy & Scratchy
Itchy och Scratchy (spelad av Dan Castellaneta respektive Harry Shearer) är fiktiva rollfigurer i den animerade TV-serien Simpsons. I tv-serien Simpsons medverkar de i programmet The Itchy & Scratchy Show som är en del av The Krusty the Clown Show. I tv-serien har de blivit föremål för en fiktiv nöjespark. Förutom tv-serien har de även varit med i ett mobilspel och fyra serietidningar. I vissa episoder har de en maka och barn, som inte blivit namngivna. I TV-serien har de haft tre långfilmer, varav en är i 3D. De är också gjort en musikal, Stab-a-lot med text av Tom Stoppard och regisserad av Juliana Krellner.

## The Itchy & Scratchy Show
The Itchy & Scratchy Show är en tecknad serie i tv-programmet The Krusty the Clown Show på Channel 6 där huvudkaraktären är musen Itchy och katten Scratchy som parodierar Tom & Jerry, med en högre grad av våld. Ett tag sändes istället Itchy & Scratchy and Friends Hour som innehåll då ett flertal rollfigurer. Under andra världskriget sändes showen i radio med Eleanor Roosevelt som rösten till Scratchy. Idag görs rösten till båda rollfigurerna av June Bellamy.
För att locka nya tittare introducerades hunden Poochie som försvann för att fansen inte gillade honom. (Homer fick rösten som Poochie efter att han gjort fel på provspelningen.) Ägaren av Itchy & Scratchy heter Roger Myers Jr. och han säger att det är hans far, Roger Myers Sr., som har skapat serien. Men i ett avsnitt av Simpsons visar det sig att en äldre luffare i Springfield, Chester J. Lampwick skapade rollfiguren Itchy den 3 september 1919, och den första episoden med Itchy var Itchy runs afoul of an Irishman .
Det första avsnittet med Scratchy var That Happy Cat och skapades av Roger Meyers Sr. under 1928. De möttes tillsammans första gången i Steamboat Itchy. Rösterna till både Itchy & Scratchy görs av June Bellamy.
Programmet produceras av Itchy & Scratchy Intl som ägs av Roger Meyers Jr.. Marge Simpson har lett en kampanj för att minska våldet i TV-serien. Itchy och Scratchy show är våldsam för att barnen ska ha kul, enligt producenterna. Dock blir en del av barnen våldsamma, vilket upprörde Marge. När Marge senare drev igenom sin kampanj, blev programmet mindre våldsamt. Många av de våldsammare barnen blev som följd snällare, men filmbolaget tyckte att serien blev mesig och började visa mer våld i programmet igen kort efter.

### Avsnitt
Förutom i tv-serien Simpsons, har avsnitt av Itchy & Scratchy publicerats på ett flertal andra medier.

### Rollfigurer
- Dinner Dog[6]
- Disgruntled Goat[3]
- Itchy[8]
- Ku Klux Klam[3]
- Manic Mailman[6]
- Poochie[5]
- Rich Uncle Skeleton[6]
- Scratchy[8]
- Uncle Ant[3]

## Itchy & Scratchy Land (nöjespark)
Itchy & Scratchy Land är en fiktiv nöjespark i tv-serien Simpsons och finns i USA och Frankrike, med inriktning på tv-serien. Det enda kända informationen om parken i Frankrike är att den har en bilparkering. Nöjesparken i USA har två parkeringar och ligger på en ö. För att komma till parken färdas man via en helikopter från bilparkeringen. Parken är utrustad med robotar, vars elektronik störs av fotoblixtar, därför är det inte tillåtet att fotografera med blixt. Parents' Island innefattar 100 barer och salonger, märkesbutiker, bowling och dans, samt ett förstklassigt kemiskt beroendecentrum. Det enda kända namnet på en anställd är Jeremy Peterson.

### Områden
- Explosion Land[10]
- Hammock Land[10]
- Parents' Island[10]
- Searing Gas Pain Land[10]
- Torture Land[10]
- TV Town[10]
- Unecessary Surgery Land[10]

### Attraktioner
- Blood Bath[10]
- Child Care Center[10]
- Itchy's 70's Disco[10]
- Laramie Cigarettes Presents Itchy's Mine Field[10]
- Log Ride[10]
- Mangler[10]
- Nurse's Station[10]
- Recipe-Related Bumper Cars[10]
- Tavern on the Scream[10]
- T.G.I.  McScratchy's Goodtime Foodrinkery[10]
- The Head Basher[10]
- The Nauseator[10]
- The Roger Meyers Story[10]

## Itchy & Scratchy Land (mobilspel)
Itchy & Scratchy Land är ett mobilspel med Simpsons från 2008 utgivet av Electronic Arts, utvecklat av G5 Entertainment för Twentieth Century Fox och Gracie Films. Spelet utspelar sig i tv-avsnittet med samma namn och uppdraget är att rädda nöjesparken från robotarna, för att klara detta styr man Homer genom fem nivåer. Den sista nivån är tidsbegränsad till två minuter. I vissa moment styr man istället Bart, Marge eller Lisa Simpson.
Beroende på hur bra man klarar nivåerna kan man belönas med guld-, silver- eller bronsmedaljer. Bonuspoäng kan även erhållas om man dödar 200 fiender, räddar 10 civila eller träffar femtio boxar.
För att öka Homers energi kan man erhålla Hot Dog Vendor eller Vacuum Upgrade i vissa moment. Om Homers energi är nere på noll får spelaren börja om vid en checkpoint. Spelaren får hjälp hur man klarar spelet av Comic Book Guy.

## Itchy & Scratchy Comics
Itchy & Scratchy Comics är namnet på fyra serietidningar utgivna av Bongo Comics, det första numret publicerades 29 november 1993. Därefter publicerades två utgåvor till samt en specialutgåva, Itchy & Scratchy Holiday Hi-Jinx. Efterfrågan av serien var låg så den lades ner 1994.
Det första numret kom ut i tre upplagor, en version kom med en affisch som tillsammans med affischer som ingår i Radioactive Man #1, Simpsons Comics #1 och Bartman #1 blir en gigantisk affisch och kostade 2,25 dollar. Den vanliga upplagan utan affisch och streckkod på omslaget kostade 1,95 dollar. Den tredje upplagan var ett nytryckt original utan streckkoden på framsidan och kostade också 1,95 dollar. På 1993:års Golden Apple Comics i Los Angeles signerade Bongo Comics 500 exemplar av Itchy & Scratchy #1 och gav ut dem med ett äkthetsbevis, (COA) med dem. Varje COA är individuellt numrerade.

### Utgåvor
| Nr                                                 | Utgivning     | Titel                                                                | Manus                                     | Teckning      |
| -------------------------------------------------- | ------------- | -------------------------------------------------------------------- | ----------------------------------------- | ------------- |
| 1                                                  | december 1993 | "Around The World In 80 Pieces"                                      | Steve Vance                               | Steve Vance   |
| 1                                                  | december 1993 | "Inside Itchy & Scratchy"                                            |                                           |               |
| 1                                                  | december 1993 | "Itchy & Scratchy's Top 40"                                          |                                           |               |
| 2                                                  | mars 1994     | "The Itchy & Scratchy Movie II"                                      | Dan Castellaneta & Deb Lacusta            | Bill Morrison |
| 3                                                  | juni 1994     | "Labor Pains"                                                        | Harry McLaughlin, Mike Milo & Steve Vance |               |
| Itchy & Scratchy Comics Holiday Hi-Jinx Special #1 | november 1994 | "It's A Wonderful Knife An Itchy & Scratchy Holiday Fun Spectacular" | Jason Grode                               |               |